# Loch Sunart
Loch Sunart är en sjö i Storbritannien.   Den ligger i kommunen Highland och riksdelen Skottland, i den nordvästra delen av landet, 700 km nordväst om huvudstaden London. Loch Sunart ligger 136 meter över havet.  I omgivningarna runt Loch Sunart växer i huvudsak blandskog.